# Sherman Silver Purchase Act
Sherman Silver Purchase Act (z ang. Ustawa Shermana o zakupie srebra) – ustawa z 14 lipca  1890 uchwalona przez Kongres Stanów Zjednoczonych, zastępująca Bland-Allison Act z 1878.
Nazwana od ówczesnego Sekretarza Skarbu Johna Shermana. Zobowiązywała Departament Skarbu Stanów Zjednoczonych do skupu 4,5 mln uncji (około 127 ton) srebra co miesiąc, płacąc za nie banknotami wymienialnymi zarówno na srebro, jak i złoto.
Prezydent USA Grover Cleveland w 1893 nakłonił Kongres do odwołania ustawy, gdyż federalne zapasy złota w ciągu trzech lat spadły blisko dwukrotnie.